# USS Cochino (SS-345)
USS Cochino (SS-345) – amerykański okręt podwodny typu Balao, który po zakończeniu wojny został zmodernizowany do standardu GUPPY III. Pierwszy okręt podwodny który w czasie zimnej wojny prowadził rozpoznanie w pobliżu brzegów Związku Radzieckiego. Okręt zatonął 29 sierpnia 1949 roku, na skutek eksplozji akumulatorów niedaleko Norwegii, podczas operacji na wodach arktycznych celem obserwacji spodziewanej radzieckiej próby atomowej. Dzięki pomocy udzielonej przez towarzyszący mu inny okręt podwodny - USS „Tusk” (SS-426) - zdołano uratować niemal całą załogę. Śmierć poniósł jeden pracownik cywilny, sześciu marynarzy zostało uznanych za zaginionych.